# Бенковски (Варненская область)
Бенковски (болг. Бенковски) — село в Болгарии. Находится в Варненской области, входит в общину Аврен. В некоторых русскоязычных дореволюционных источниках, например в «ВЭС», данный населённый пункт описывается как Гаджи-Гасан-Лар.
Население составляет 466 человек.

## Политическая ситуация
В местном кметстве Бенковски, в состав которого входит Бенковски, должность кмета (старосты) исполняет Галина  Христова Войкова (Болгарская социалистическая партия (БСП)) по результатам выборов.
Кмет (мэр) общины Аврен — Красимир Христов Тодоров (коалиция в составе 2 партий: Национальное движение «Симеон Второй» (НДСВ), Болгарская социал-демократия (БСД)) по результатам выборов.